# Agrostis nervosa
Agrostis nervosa là một loài thực vật có hoa trong họ Hòa thảo. Loài này được Nees ex Trin. mô tả khoa học đầu tiên năm 1845.